# Al-Mazār al-Janūbī
Al-Mazār al-Janūbī (în arabă المزار الجنوبي) este un district în districtul  Guvernoratul Karak, Iordania.